# قلعه فوکوشیما
قلعه فوکوشیما ((به ژاپنی: 福島城, Fukushima-jō)) یک قلعه ژاپنی بود که مرکز اداری دامنه فوکوشیما، یک حوزه فئودالی (هان (ژاپن))  از خاندان ایتاکورا، واقع در مرکز شهر فعلی فوکوشیما (شهر) در استان فوکوشیما،  ژاپن بود.